# Macleania coccoloboides x ericae
Macleania coccoloboides x ericae là một loài thực vật có hoa trong họ Thạch nam. Loài này được mô tả khoa học đầu tiên.